# VdB 122
vdB 122 è una piccola nebulosa a riflessione visibile nella costellazione dello Scudo.
Si individua nella parte sudoccidentale della costellazione, circa 1,5° ad ovest della celebre Nebulosa Aquila; il periodo più indicato per la sua osservazione nel cielo serale ricade fra i mesi di giugno e ottobre ed è facilitata per osservatori posti nelle regioni dell'emisfero australe terrestre. La nebulosa riflette la luce della stella azzurra W Scuti, variabile a eclisse del tipo Algol con una classe spettrale B3 avente magnitudine apparente 10,04; le sue escursioni di luminosità sono comprese fra 9,92 e 10,57, con un periodo di 10,27 giorni. Le stime sulla sua distanza, basate sulla parallasse, si aggirano sugli oltre 5500 parsec (oltre 18000 anni luce); tuttavia l'incertezza della misurazione mostra scarti tali da rendere questa misura poco affidabile. In generale si può affermare che la stella e la relativa nebulosa siano comprese nel Braccio del Sagittario.